# نیوچرچ، جزیره وایت
نیوچرچ (به انگلیسی: Newchurch) یک روستا و محله مدنی در بریتانیا است که در جزیره وایت واقع شده‌است. نیوچرچ ۱۶٫۰۲۳۳ کیلومتر مربع مساحت دارد.